# Mikrofluidika
Mikrofluidika se týká chování, přesného řízení a manipulace s tekutinami, které jsou geometricky omezeny na malé měřítko (obvykle submilimetrové), v němž povrchové síly převažují nad objemovými. Jedná se o multidisciplinární obor, který zahrnuje inženýrství, fyziku, chemii, biochemii, nanotechnologii a biotechnologii. Má praktické využití při navrhování systémů, které zpracovávají malé objemy tekutin za účelem dosažení multiplexování, automatizace a vysoce výkonného screeningu. Mikrofluidika se objevila na počátku 80. let 20. století a používá se při vývoji inkoustových tiskových hlav, DNA čipů, technologie laboratoře na čipu, mikropohonu a mikrotermických technologií.
Obvykle mikro znamená jednu z následujících vlastností:
- Malé objemy (μL, nL, pL, fL).
- Malá velikost
- Nízká spotřeba energie
- Mikrodoménové efekty

Mikrofluidní systémy obvykle transportují, míchají, oddělují nebo jinak zpracovávají tekutiny. Různé aplikace se spoléhají na pasivní řízení tekutin pomocí kapilárních sil v podobě kapilárních prvků modifikujících proudění, podobných rezistorům a urychlovačům proudění. V některých aplikacích se k usměrněnému transportu média navíc používají externí ovládací prostředky. Příkladem jsou rotační pohony uplatňující odstředivé síly pro dopravu tekutiny na pasivních čipech. Aktivní mikrofluidika se týká definované manipulace s pracovní tekutinou pomocí aktivních (mikro) komponent, jako jsou mikropumpy nebo mikrozávory. Mikročerpadla přivádějí kapaliny kontinuálním způsobem nebo se používají k dávkování. Mikroventily určují směr proudění nebo způsob pohybu čerpaných kapalin. Procesy běžně prováděné v laboratoři jsou často miniaturizovány na jeden čip, což zvyšuje účinnost a mobilitu a snižuje objemy vzorků a činidel.

## Chování kapalin v mikroměřítku
Chování kapalin v mikroměřítku se může lišit od "makrofluidního" chování tím, že v systému začínají převládat faktory, jako je povrchové napětí, rozptyl energie a odpor kapaliny. Mikrofluidika studuje, jak se tyto faktory mění a jak je lze obejít nebo využít k novým účelům.
V malých měřítkách (velikost kanálků přibližně 100 nanometrů až 500 mikrometrů) se objevují některé zajímavé a někdy neintuitivní vlastnosti. Zejména Reynoldsovo číslo (které porovnává vliv hybnosti kapaliny s vlivem viskozity) může být velmi nízké. Klíčovým důsledkem je, že se souběžně proudící kapaliny nemusí nutně mísit v tradičním smyslu, protože proudění se stává spíše laminárním než turbulentním; molekulární transport mezi nimi musí často probíhat difuzí.
Lze také zajistit vysokou specifičnost chemických a fyzikálních vlastností (koncentrace, pH, teplota, smyková síla atd.), což vede k jednotnějším reakčním podmínkám a vyšší kvalitě produktů v jedno- i vícestupňových reakcích.